# Pollapönk
Pollapönk is een IJslandse punkgroep.

## Overzicht
De band werd in 2010 opgericht en concentreerde zich aanvankelijk louter op kindermuziek, en was veelvuldig te zien in kinderprogramma's op Ríkisútvarpið, de IJslandse openbare omroep. In 2014 nam Pollapönk deel aan Söngvakeppnin, de IJslandse preselectie voor het Eurovisiesongfestival. Met het nummer Enga fordóma wist de band de nationale finale te winnen, waardoor ze IJsland mocht vertegenwoordigen op het Eurovisiesongfestival 2014, dat plaatsvond in de Deense hoofdstad Kopenhagen. In de finale haalde de band er de 15de plaats.
1986: ICY · 
1987: Halla Margrét · 
1988: Beathoven · 
1989: Daníel Ágúst · 
1990: Stjórnin · 
1991: Stefán & Eyfi · 
1992: Heart 2 Heart · 
1993: Inga · 
1994: Sigga · 
1995: Bo Halldórsson · 
1996: Anna Mjöll · 
1997: Paul Oscar · 
1999: Selma · 
2000: August & Telma · 
2001: Two Tricky · 
2003: Birgitta · 
2004: Jónsi · 
2005: Selma · 
2006: Silvia Night · 
2007: Eiríkur Hauksson · 
2008: Euroband · 
2009: Yohanna · 
2010: Hera Björk · 
2011: Sigurjón's Friends · 
2012: Gréta Salóme & Jónsi · 
2013: Eyþór Ingi Gunnlaugsson · 
2014: Pollapönk · 
2015: María Ólafsdóttir · 
2016: Gréta Salóme · 
2017: Svala · 
2018: Ari Ólafsson · 
2019: Hatari · 
2021: Daði & Gagnamagnið · 
2022: Systur · 
2023: Diljá · 
2024: Hera Björk · 
2025: Væb